# Aloe mutabilis
Aloe mutabilis ist eine Pflanzenart der Gattung der Aloen in der Unterfamilie der Affodillgewächse (Asphodeloideae). Das Artepitheton mutabilis stammt aus dem Lateinischen und bedeutet ‚veränderlich‘.

## Beschreibung

### Vegetative Merkmale
Aloe mutabilis wächst stammbildend und ist einfach oder verzweigend. Die niederliegenden bis hängenden Stämme bis zu 1 Meter lang und 10 bis 15 Zentimeter breit. Die lanzettlichen, gelegentlich sichelförmigen Laubblätter bilden dichte, aufwärts gerichtete Rosetten. Die glauk-grüne bis trübgrüne, undeutlich linierte Blattspreite ist 60 bis 70 Zentimeter lang und 8 bis 9 Zentimeter breit. Die festen, hellgelben bis orangegelben Zähne am schmalen, hellbräunlichgelben Blattrand sind etwa 2 Millimeter lang und stehen 15 bis 25 Millimeter voneinander entfernt.

### Blütenstände und Blüten
Der bogig-aufrechte Blütenstand ist in der Regel einfach oder besteht aus ein bis zwei Zweigen. Er erreicht eine Länge von 60 bis 90 Zentimeter. Die dichten, konischen Trauben sind 25 bis 30 Zentimeter lang. Die länglich-stumpfen Brakteen weisen eine Länge von etwa 10 Millimeter auf und sind 5 Millimeter breit. Die grünlich gelben bis gelb werdenden Blüten stehen an 30 bis 35 Millimeter langen Blütenstielen. Im Knospenstadium sind sie scharlachrot. Sie sind 30 bis 35 Millimeter lang und an ihrer Basis kurz verschmälert. Oberhalb des Fruchtknotens sind die Blüten zur Mündung erweitert. Ihre Perigonblätter sind nicht miteinander verwachsen. Die Staubblätter und der Griffel ragen 5 bis 8 Millimeter aus der Blüte heraus.

### Genetik
Die Chromosomenzahl beträgt {\displaystyle 2n=14}.

## Systematik und Verbreitung
Aloe mutabilis ist in den südafrikanischen Provinzen Gauteng, Mpumalanga, Limpopo und Nordwest auf steilen bis senkrechten Felsflächen in Höhen von 1400 bis 1800 Metern verbreitet. 
Die Erstbeschreibung durch Neville Stuart Pillans wurde 1933 veröffentlicht.

## Nachweise